# Zoran Stefanović
Zoran Stefanović (serbisk kyrilliska: Зоран Стефановић), född 21 november 1969 i Loznica i Serbien (dåvarande Jugoslavien), är en serbisk dramatiker, manusförfattare, serieförfattare och konsthistoriker.
Ordförande för föreningen för dramatiker i Serbien (2022). 

## Tecknade serier
Stefanović är skapare av bland annat Third Argument (serietecknare: Zoran Tucić), Pod vučjim žigom (serietecknare: Antoan Simić), Knez Lipen (serietecknare: Siniša Banović) och The Comics We Loved: Selection of 20th Century Comics and Creators from the Region of Former Yugoslavia (Živojin Tamburić, Zdravko Zupan & Zoran Stefanović).

## Film
Som filmmedarbetare har Stefanović bland annat arbetat med Ars longa, vita brevis (1991), Uske staze (1995), The Heir Apparent: Largo Winch (2008) och Music of Silence (2011).